# Capcană umană
| „Capcană umană” („The Man Trap”) Star Trek: Seria originală Creatura de pe planeta M-113, deghizată în Nancy, îl atacă pe cpt. Kirk | „Capcană umană” („The Man Trap”) Star Trek: Seria originală Creatura de pe planeta M-113, deghizată în Nancy, îl atacă pe cpt. Kirk |
| --- | --- |
| Episodul | Episodul 1 Sezonul 1 |
| Regia: | Marc Daniels |
| Scenariul: | George Clayton Johnson |
| Premiera: | 8 septembrie 1966 |
| Distribuție: | Jeanne Bal Alfred Ryder |
| Durata: | 51 minute |
| Precedat de: | „Cușca” |
| Urmat de: | „Charlie X” |
| IMDb: | |

„Capcană umană” (în engleză „The Man Trap”) este primul episod al sezonului I al serialului american științifico-fantastic Star Trek: Seria originală. Episodul a fost difuzat prima oară pe 8 septembrie 1966 și a fost primul episod din Star Trek transmis de NBC. Episodul a fost regizat de Marc Daniels după un scenariu scris de George Clayton Johnson. Johnson a scris doar acest episod din franciza Star Trek.
Acesta a fost primul episod Star Trek difuzat la televizor, cu toate că a fost al șaselea care a fost filmat; a fost ales ca primul episod din serial care va fi difuzat de studio din cauza intrigii  sale horror. „Capcană umană” s-a clasat pe primul loc în intervalul său de timp, cu un rating Nielsen de 25,2 pentru prima jumătate de oră și 24,2 pentru restul. A fost difuzat cu două zile mai devreme pe rețeaua canadiană CTV (la 6 septembrie).

## Povestea
Enterprise vizitează planeta M-113 pentru o inspecție medicală de rutină a familiei de arheologi care locuiește acolo. Curând, echipajul își dă seama că soția a fost înlocuită de o creatură mortală, care își schimbă forma.